# Сент-Джон, Оливер, 1-й виконт Грандисон

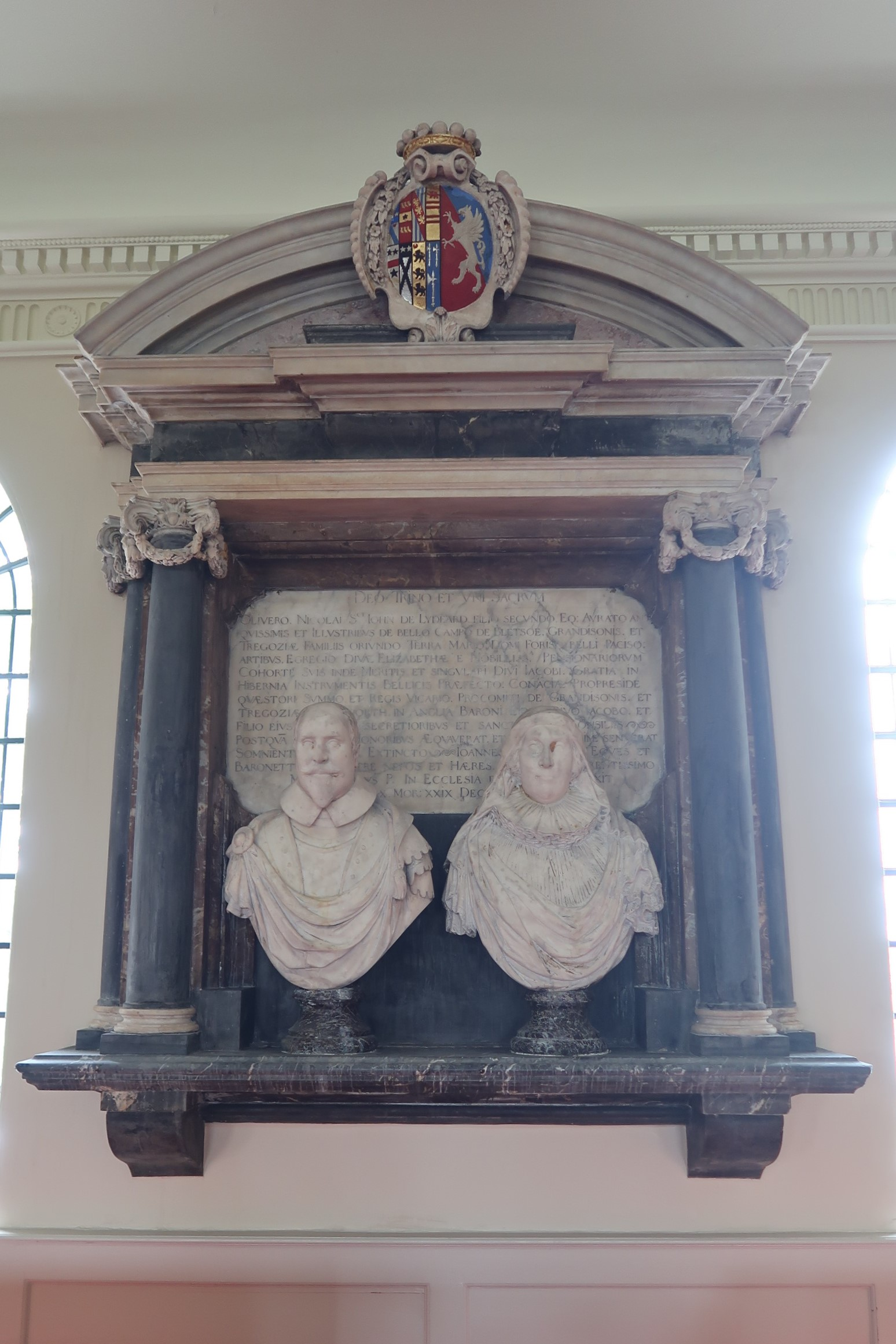
Настенный мемориал в церкви Святой Марии, Баттерси, Лондон, сэру Оливеру Сент-Джону, виконту Грандисону и его жене Джоан Холкрофт.

Сэр Оливер Сент-Джон, 1-й виконт Грандисон (англ. Oliver St John, 1st Viscount Grandison; 1559 — 30 декабря 1630) — английский солдат и политик, ставший лордом-депутатом Ирландии (1616—1622).

## Ранние годы
Второй сын политика Николаса Сент-Джона (ок. 1526—1589) из Лидиард-парка в Уилтшире и Перли-парка в Беркшире от его жены Элизабет Блаунт (? — 1587), дочери сэра Ричарда Блаунта из Мейплдерем-хауса, Оксфордшир, и Элизабет Листер. Его мать была дальним родственником Чарльзу Блаунту, 8-му барону Маунтджою, а по отцовской линии он происходил по женской линии от Грандисонов и был родственником Сент-Джонов, баронов Блетсо. Похоже, он вырос в основном в Перли и получил образование в Оксфорде, поступил в Тринити-колледж 20 декабря 1577 года и получил степень бакалавра 26 июня 1578 года. Зная, что его отец, который ожидал, что он пойдет своим путем, оставив ему очень мало денег, он решил сделать карьеру юриста.
В 1580 году он был принят в ученики Линкольнс-Инна, но около марта 1584 года он убил на дуэли известного исследователя Джорджа Беста и был вынужден бежать из страны. Мотив дуэли неясен, хотя буйный нрав Оливера Сент-Джона, несомненно, способствовал этому: по его собственному более позднему признанию, он был «по природе дитя гнева».

## Карьера
Оливер Сент-Джон теперь искал счастья в качестве солдата за границей и служил во Фландрии и во Франции. До 1591 года он получил чин капитана, а осенью того же года командовал конницей графа Эссекса при осаде Руана. В 1592 году он вернулся в Англию и был избран членом Сайренчестера в парламенте, созванном на заседание 19 февраля 1593 года. В марте он был включен в комиссию по оказанию помощи искалеченным солдатам и морякам и произнес несколько речей во время сессии; но в апреле парламент был распущен, и вскоре после этого граф Эссекс рекомендовал Роберту Сесилу Сент-Джона в качестве кавалериста. Он снова искал службу в Нидерландах и присутствовал в битве у Ньюпорта 2 июля 1600 года.

## Ирландия
Восстание Тирона привело опытных английских солдат в Ирландию, и Оливер Сент-Джон сопровождал там Маунтджоя в феврале 1601 года; он был посвящен в рыцари Маунтджоем в Дублине 28 февраля и получил под командование двести человек. Осенью он принял заметное участие в осаде Кинсейла, отразив ночную атаку испанцев 2 декабря, когда был ранен. 13 декабря он покинул лагерь, чтобы доставить депеши королеве Елизавете. В ноябре 1602 года он вернулся в Ирландию, командуя двадцатью пятью всадниками и 150 пехотинцами в Коннахте под командованием сэра Джорджа Кэрью, и в том же году Сесил рекомендовал его на должность вице-президента этой провинции (но эта договоренность не похоже, не было выполнено). С 1604 по 1607 год он заседал в английском парламенте в качестве члена от Портсмута. 12 декабря 1605 года он был назначен мастером артиллерийского вооружения в Ирландии и приведен к присяге в тайном совете Ирландии.
С этого времени Сент-Джон стал самым доверенным советником сэра Артура Чичестера. В начале 1608 года он был назначен комиссаром по колонизации Ольстера. Он разработал план плантаций провинции и сопровождал Артура Чичестера в его путешествии через Ольстер в 1609 году. Как гробовщик, он имел гранты на полторы тысячи акров в Баллиморе, графство Арма, и тысячу акров (4 км²) в Кирнан. Он посоветовал не раздавать земли изгнанных графов, а сдавать их коренным ирландцам за высокую арендную плату. В начале 1609 года Чичестер отправил его в Англию, и он составил отчет о работе комиссаров для графа Солсбери.

## Член ирландского парламента
В 1613 году он был избран членом ирландского парламента от графства Роскоммон и принял важное участие в споре о должности спикера, который перерос в пантомиму после того, как соперничающие фракции выбрали сэра Джона Эверарда и сэра Джона Дэвиса. Говоря о своем опыте работы в английской Палате общин, Сент-Джон настаивал на том, что первым делом палаты является избрание спикера и что правильный метод голосования — выйти из палаты и подсчитать голоса в вестибюле. Сторонники Эверарда, однако, посадили Эверарда на стул, с которого он был выброшен большинством только после того, как Дэвис, очень толстый человек, фактически сел на него. Сент-Джон был одним из членов, посланных изложить этот вопрос перед королем Яковом I: в результате Эверард был вызван в Тайный совет и ненадолго заключен в тюрьму в лондонском Тауэре, а затем отправлен домой с предостережением сохранять мир. В декабре 1614 года Оливер Сент-Оливер сложил с себя обязанности артиллерийского мастера; он находился в Англии в октябре 1615 года, когда граф Сомерсет был заключен под стражу в связи с убийством сэра Томаса Овербери.

## Лорд-депутат Ирландии
В 1615 году он был назначен пожизненным вице-адмиралом Коннахта и утвержден в этой должности Джорджем Вильерсом, герцогом Бекингемом, в 1619 году. Он сдал эту должность в 1627 году.
2 июля 1616 года Оливер Сент-Джон был назначен лордом-наместником Ирландии; он получил государственный меч 30 августа. Его назначение было отчасти связано с его тесной семейной связью с герцогом Бекингемом, к тому времени главным королевским фаворитом, и его администрация, как и администрация Артура Чичестера, была отмечена преследованием непокорных. Он провозгласил изгнание всех монахов, получивших образование за границей. Он также настаивал на колонизации Ольстера, и за заселением графства Лонгфорд в 1618 году последовала колонизация графства Литрим. Его суровость по отношению к непокорным породила врагов, а тот факт, что своим назначением он был обязан Вильерсу, сделал его непопулярным среди многих членов его совета. В начале 1621 года они потребовали его отзыва; и, хотя король Яков похвалил его и протестовал против того, чтобы вовлечь его в позор, ему наконец было приказано передать государственный меч лорду-канцлеру Лофтусу 18 апреля 1622 года. Он покинул Ирландию 4 мая.
Оливер Сент-Джон по-прежнему оставался в фаворе при королевском дворе. 28 июня 1622 года он был приведен к присяге в английском Тайном совете, 23 июня 1623 года он был назначен виконтом Грандисоном из Лимерика в системе Пэрства Ирландии, 16 августа 1625 года он был назначен лордом-верховным казначеем Ирландии, а 20 мая 1626 года получил титул барона Трегоза из Хайворта, Уилтшир, в системе Пэрства Англии.
В 1624 году Оливер Сент-Джон был включен в состав Военного совета и работал в других комиссиях. Он также интересовался иностранными и колониальными делами, часто переписываясь со своим племянником сэром Томасом Ро. В 1627 году он купил поместья Уондсворт и Баттерси, где у него был дом с 1600 года. Его здоровье ухудшилось, он обратился за советом к сэру Теодору Тюрке де Майерну. После визита в Ирландию в 1630 году, чтобы поселиться там в своих поместьях, он вернулся в Баттерси, где умер 30 декабря того же года, будучи похороненным там 12 января 1631 года.

## Семья
Оливер Сент-Джон женился на Джоан Ройдон, дочери и наследнице Джона Ройдона из Баттерси и вдове сэра Уильяма Холкрофта. Она была похоронена в Баттерси 10 марта 1631 года. У Оливера и Джоан не было детей, но он стал отчимом Генри Холкрофта. Титул барона Трегоза угас. Поместья Грандисонов, Уондсуэрт и Баттерси, перешли к его племяннику сэру Джону Сент-Джону (1585—1648). Титул виконта Грандисона перешел к его племяннику Уильяму Вильерсу (1614—1643), сыну сэра Эдварда Вильерса (который был сводным братом герцога Бекингема) от его жены Барбары, старшей сестры Грандисона.